# Chippewa cree
La Tribu Chippewa-Cree es una tribu federalmente reconocida en la Reserva Rocky Boy de Montana. Son descendientes de los Cree que emigraron del sur de Canadá y de los Ojibwa que se movieron al oeste del de las Montañas Tortuga en Dakota del Norte a finales del siglo XIX. Los dos pueblos diferentes hablaban idiomas Ojibwa distintos pero relacionados, una rama de las Lenguas algonquinas.
La Reserva India Rocky Boy, estálocalizada en los condados Hill Chouteau en el noroeste de Montana, a unos 40 millas (64 km) del borde Canadiense. Tiene un área de 171.4 millas cuadradas (443.9 km²), que incluye extensas tierras fiduciarias fuera de la reserva. La población era de 3,323 personas según el censo de 2010)  El Informe de Población Activa de la Oficina de Asuntos Indios del año 2005 indicaba que había 5,656 miembros apuntados de la tribu.